# HD22235
HD22235 є хімічно пекулярною зорею спектрального класу
F7 й має видиму зоряну величину в смузі V приблизно 10,0.